# Баррет Вьедма, Соледад
Соледад Баррет Вьедма (Виедма, исп. Soledad Barrett Viedma; 6 января 1945, Лорелс, Ньеэмбуку — не ранее 7 января 1973 и не позднее 9 января 1973, неизвестно, Паулиста, Абреу-и-Лима) — активистка парагвайского происхождения, участвовавшая в сопротивлении бразильской военной диктатуре. Внучка испанского писателя Рафаэля Баррета, участвовавшего в политической борьбе в Парагвае. Провела детство в Уругвае, где её похищала группа неонацистов. Пройдя партизанскую подготовку на Кубе, она присоединилась к боевой антифашистской группировке Революционный народный авангард (Революционный авангард народа) в Бразилии. В 1973 году она была убита во время резни в Шакара-Сан-Бенту — массового убийства, совершённого бразильской военной полицией.

## Биография

### Ранние годы
Соледад Барретт Вьедма родилась в январе 1945 года в Парагвае. Её отцом был Алехандро Баррет, единственный сын испанского писателя Рафаэля Баррета, поселившегося в Парагвае в первом десятилетии XX века. Её отец и дед преследовались за свои политические взгляды: когда Соледад Барретт было 3 месяца, всей её семье пришлось бежать в Аргентину, где они провели пять лет, и только потом смогли вернуться в Парагвай. Однако большая часть детства Соледад прошла в Монтевидео, где семья жила в изгнании из-за их участия в левом движении. В 17 лет она была похищена уругвайской группировкой неонацистов. Похитители истязали её и вырезали на её бёдрах две свастики, потому что девушка отказалась повторять лозунги, восхваляющие нацистского диктатора Адольфа Гитлера.

### Активизм
На год Соледад ездила в Москву по линии комсомола. Поскольку она была членом Парагвайской коммунистической партии, а ультраправая диктатура Альфредо Стресснера в Парагвае жёстко преследовала и убивала коммунистов, ей пришлось поселиться в Аргентине.
Приобщившись к радикальному активизму, в 1967 году Баррет Вьедма совершила поездку на Кубу, где проходила курс партизанской подготовки. Именно там она познакомилась со своим будущим мужем Жозе Марией Феррейрой ди Араужу, членом Революционного народного авангарда (Vanguardia Popular Revolucionaria, VPR) — леворадикальной антифашистской группировки, ведущей подпольную борьбу против военного режима в Бразилии, установившегося после переворота 1964 года. У пары родилась дочь. Семья жила вместе в Гаване до 1970 года, когда Араужу поручили кратковременную поездку на родину, однако он из неё уже не вернулся.
После исчезновения своего мужа, убитого силами режима, она в 1971 году переехала в его родную Бразилию и присоединилась к сопротивлению местной правой диктатуре. Находясь в Ресифи, она завязала отношения с Жозе Анселму ди Сантусом (Кабу Анселму) — участником восстания военных моряков в 1963 году, ставшим агентом правительства, внедрённым в круги подполья. Он выдаст военному режиму на смерть многих своих товарищей, включая свою беременную невесту — Соледад Баррет Вьедму.

### Гибель
8 января 1973 года Баррет Вьедма и пять других участников движения сопротивления были обнаружены мёртвыми в сарае в Сан-Бенту (Абреу-э-Лима). По официальной версии событий, они погибли во время вооружённого столкновения с полицией, из которого удалось спастись только Кабу Анселму. Позже, благодаря работе журналиста Элиу Гаспари, выяснилось, что оппозиционеров похитили в разных местах, подвергли пыткам и убили. События, запомнившиеся как «Резня в Шакара Сан-Бенту» (Massacre da Chácara São Bento), были охарактеризованы Гаспари как «одно из самых жестоких массовых убийств диктатуры».